# Celtic punk
Il celtic punk (o Irish punk) è un genere musicale che fonde il punk rock con il folk irlandese. Pionieri del genere sono sicuramente i The Pogues, che già nei primi anni ottanta coniugarono lo spirito punk con la musica celtica. Spesso i gruppi di questo sottogenere suonano, oltre a tracce proprie, anche cover di canzoni popolari irlandesi.
I temi maggiormente trattati sono generalmente l'amore per la patria, l'indipendenza dell'Irlanda, la diaspora irlandese, il bere e l'orgoglio della classe lavoratrice.
La tipica band celtic punk solitamente presenta una strumentazione derivata dal rock, oltre ai tradizionali strumenti irlandesi fra cui cornamusa, violino, fisarmonica, tin whistle, fiddle, mandolino e banjo. Al pari del celtic rock, il celtic punk è considerato parte del celtic fusion ed è parte del più ampio sottogenere folk punk.
Tra i maggiori esponenti di questa corrente musicale, si possono citare i pionieri The Pogues, Dropkick Murphys, Flogging Molly, Flatfoot 56, The Tossers, e i Blood or Whiskey.

## Storia
Il primo gruppo punk ad aggiungere elementi folk alla propria musica furono probabilmente i The Skids nel loro album Joy del 1981. Più o meno nello stesso periodo a Londra Shane MacGowan e Spider Stacy iniziarono a sperimentare il sound che sarebbe diventato caratteristico dei The Pogues, essenzialmente un insieme di canzoni folk tradizionali e di nuova scrittura suonate in stile punk. Altri importanti gruppi che adottarono questo stile furono Nyah Feartiese gli australiani Roaring Jack. I Pogues saranno poi riconosciuti come i pionieri del movimento, che emerse proprio in questo periodo.
La popolarità del genere è particolarmente significativa in USA e Canada, dove esistono grandi comunità di immigrati irlandesi. In questi due stati sono presenti gruppi come Flogging Molly, The Tossers, Dropkick Murphys, The Young Dubliners, Black 47, The Killdares, Jackdaw, Seven Nations, Flatfoot 56 e The Real McKenzies. Questi gruppi sono ovviamente influenzati dalla musica americana, spesso includono alcuni membri che non hanno origini celtiche e scrivono le proprie canzoni in lingua inglese.